# 五斗米道
五斗米道（ごとべいどう）は、通説では後漢末に太平道に少し遅れて、張陵（張道陵とも）が、蜀郡の成都近郊の鶴鳴山（あるいは鵠鳴山とも、現在の四川省成都市大邑県）で『老子道徳経』を基本にして起こした道教教団。2代目の張衡の死後、蜀郡では巴郡の巫である張脩の鬼道教団が活発化した、益州牧の劉焉の命で、3代目の張魯とともに漢中太守蘇固を攻め滅ぼしたが、後に張魯が張脩を殺害してそれを乗っ取り、漢中で勢力を固めた。
関連する文献に、『正一盟威籙』『二十四治気図』『天官章本』などがある。また、六朝時代の天師道の残した文献から、『老子』を重んじていたことも推測できる。
籙とは道の気が変化して形を持った神々の目録のことであり、これらの神々と契約を結んだとされている。図とは宇宙全体の見取り図のようなもののことを指す。章本は太上老君に上呈する祈願文の範例を集めたものを言う。

## 概要
魚豢の『典略』（『魏略』）によると、五斗米道として教団を創始したのは張脩であるという。『三国志』の注釈者である裴松之はこの記述について「張脩は張衡とあるべき」としているが、『資治通鑑』や『三国志集解』にある『張魯伝集解』ではこれを否定している。『後漢書』では「黄巾の乱が起こった中平元年（184年）7月に、巴郡の巫の張脩が反乱した」とあるので、一時期は張脩が宗教勢力を持っていたのだろう。
五斗米道の名は、信者に五斗（＝500合＝当時20リットル）の米を寄進させたことに由来する。張魯が張陵を『天師』として崇めたことから、後には『天師道』という呼称に変わり、さらに正一教と名を変えて現代まで残る。呪術的な儀式で信徒の病気の治癒をし、流民に対し無償で食料を提供する場を設けた。悪事を行ったものは罪人とせず3度まで許し、4度目になると罪人と評して道路工事などの軽い労働を課した。これらのことにより信仰を集め、さらに信者から構成される強固な自治組織が形成されていった。一般信者を鬼卒、それをまとめるものを祭酒、更にその上に治君・師君（張魯が号した）を置く階級制があった。
こうして五斗米道は、三国時代直前には漢中に宗教王国とも言える組織を形成したが、建安20年（215年）に曹操が漢中に侵入してくると、これに帰順する。五斗米道は帰順後も漢中支配を実質的に容認されたが、曹操が五斗米道信者を強制的に北方へ連行した事から教祖を中心とした祭酒制度を崩壊、五斗米道そのものは一時中絶の危機に陥る。その後、西晋が滅亡し東晋が東遷した時に、鄱陽郡にある龍虎山へ拠点を移した。
東晋においては、孫恩や盧循が反乱を起こし猛威を振るったが、東晋軍によって鎮圧された（孫恩の乱、盧循の乱）。五斗米道は反乱は苦境にあった東晋の力をさらに弱体化させ、その反乱を鎮圧するなかで強大な権力を握った劉裕は、東晋から禅譲を受ける形で南朝宋を建国した。
五斗米道の流れを継ぐものとしては正一教の項を参照の事。

## 教義
教義は太平道に似ていて、病気治療が基本である。この教団によると、ヒトが病気をするのは、人間界を支配する宇宙の神がそのヒトの罪悪に対して懲罰を与えるためであると説いた。それで、病人は静室に閉じこもって過去に犯した罪悪を懺悔し、服罪と自戒を意味する直筆の祈祷書または誓約書を三通書かせ、一通目は山の上に置いて山の神へ、二通目は地に埋めて地の神へ、三通目は水中に沈めて水の神へ、いわゆる天・地・水の三官神に捧げて病気治療をした。